# Habitatge a la pujada de Sant Martí, 7 (Girona)
L'habitatge a la pujada de Sant Martí, 7 és una casa de Girona inclosa en l'Inventari del Patrimoni Arquitectònic de Catalunya.

## Descripció
És un edifici residencial situat damunt l'antiga sala de ball de l'Odeón, aprofitant el fort desnivell existent. La façana principal presenta una composició simètrica dels elements, que segueix l'estètica imperant de l'eclecticisme classicitzant de la segona meitat del segle xix. Tots els elements ornamental són d'obra artificial. La part central es remarca amb un petit frontó a la part superior i un tractament diferenciat de l'arrebossat de tota la franja central. Les obertures de la planta principal presenten guardapols. Una gran cornisa sobre mènsules ornamentals serveix de remat de l'edifici.